# Mectemyctor sericeus
Mectemyctor sericeus is een keversoort uit de familie Mauroniscidae. De wetenschappelijke naam van de soort is voor het eerst geldig gepubliceerd in 1995 door Majer.